# Office for National Statistics
Office for National Statistics (ONS) je centrální statistický úřad Velké Británie, který podléhá přímo parlamentu.
Vznikl 1. dubna 1996 sloučením Centrálního statistického úřadu a Úřadu sčítání lidu a průzkumů. Po přijetí zákona roku 2007 byl 1. dubna 2008 vyčleněn z působnosti vlády.
Jeho úkolem je sběr a publikování statistických dat o ekonomice, obyvatelstvu a společnosti Velké Británie od národní až po místní úroveň. Jeho sídlo se nachází v Newportu, další důležité centrum je umístěno v Titchfieldu v hrabství Hampshire a administrativní středisko je v Islingtonu.
ONS produkuje a publikuje širokou škálu informací o Británii, které mohou být využity pro sociální a ekonomické směřování politiky a vytvářejí obraz o vývoji společnosti v čase. Větší část dat je shromažďována kombinací dat získaných při sčítání obyvatel, která jsou prováděna jednou za deset let, výzkumech veřejného mínění, průzkumech a analýze dat získaných z obchodních společností nebo organizací typu National Health Service, registrů novorozenců, sňatků a úmrtí. Data jsou publikována a zpřístupňována pro širokou veřejnost.